# お父さんは高校生
『お父さんは高校生』（おとうさんはこうこうせい）は、2014年3月16日22:00 - 23:00 (JST) にNHK BSプレミアム「プレミアムドラマ」枠で放送された日本のテレビドラマ。

## キャスト
- 杉尾好男 - 平田満
- 杉尾真理子 - 山下リオ
- 石川学 - 佐野和真
- 同僚 - 森下能幸
- 店主 - モロ師岡
- 大木五郎 - 小林優斗
- 宮崎知馨 - 山崎祥江
- 矢野先生 - 岡部尚
- 和田先生 - 大河内浩
- 杉尾美智子 - 石野真子

## スタッフ
- 原作 - 杉尾好男「オヤジの夜間高校バンザイ！〜二年後輩の娘を背にして読んだ「答辞」〜」
- 脚本 - 福島敏朗
- 演出 - 古波津陽
- 製作統括 - 田中文弥、伊藤太一
- 制作・著作 - NHK、AOI Pro.